# Glockenborn bei Bründersen
Der Glockenborn ist ein Naturschutzgebiet in Nordhessen (Landkreis Kassel), zwischen Wolfhagen und dem Ortsteil Bründersen.

## Beschreibung
Das etwa sieben Hektar große Gebiet entstand 2004 als künstlich angelegtes Feuchtbiotop, welches als Ausgleichsmaßnahme für den Bau einer Umgehungsstraße bei Istha geschaffen wurde. Es umfasst zwei große Flachwasserseen, einige kleinere Stillgewässer und Extensivgrünland.
Obwohl das Naturschutzgebiet Eigentum der Stadt Wolfhagen ist, arbeiten zu dessen Erhalt die Stadt, das Forstamt Wolfhagen und das Regierungspräsidium Kassel zusammen.

## Fauna und Flora
Schnell entwickelte es sich zum Lebensraum seltener Vogel- und Amphibienarten, wobei die Vögel das Gebiet sowohl zum Durchzug als auch zur Brutzeit nutzen. Bislang konnten mindestens 40 brütende und 163 durchziehende Vogelarten festgestellt werden (Stand 2018). Besondere Beachtung erhalten dabei dort brütende Störche, für die auch ein Horst errichtet wurde.
Der Glockenborn wird ganzjährlich von einer Herde schottischer Hochlandrinder beweidet, die dabei helfen sollen, die Flora im Gebiet zu erhalten.

## Wolfhager Sagen
Der Glockenborn ist in die Wolfhager Sagentradition eingebunden. Die Sagen stammen noch aus der Zeit, in der der Glockenborn kein Naturschutzgebiet, sondern eine wichtige Wasserquelle für die städtische Versorgung war.